# Pálffy Pál (főispán)
Erdődi gróf Pálffy Pál (Pálffy Pál József Miklós, Bécs, 1827. június 27. – Bécs, 1866. április 4.) Pozsony vármegye örökös főispánja, a Szent István-rend vitéze, császári és királyi kapitány, kora hírneves vadásza.

## Élete
Pálffy Miklós gróf császári és királyi kamarás és Rossi Teréz grófnő fia. Császári és királyi kamarás és lovaskapitány volt, 1852-ben megkapta a Szent István-rend lovagkeresztjét. A szász királyi udvarnál Ausztria követe volt.
1855. május 9-én nőül vette Károlyi Geraldina grófnőt (1836–1915), aki gróf Károlyi István és gróf Esterházy Franciska lánya volt. Boldog családi életet élt Malackán, hét gyermekük született, széles baráti körrel rendelkezett.
Mint a magyar sportember egyik mintaképe és a fóti rókakopók egykori jeles vadásza, a versenypályának buzgó pártfogója, valamint az általa néhány évvel halála előtt létrehozott ménesnek mindinkább szebb eredménnyel tenyésztett ivadékai által a legjelesebb sportkedvelők közt foglalta el helyét. De mindenek felett a malackai vadásztérnek nagyszerű fővadállománya, jelesen rendezett vadászatai, cserkészetei és szívélyes vendégszeretete által – melyhez ama jeligét választotta, melyet őseinek egyike a károlyházi vadászkastély kapuja felett tüzetett ki: «Sibi et amicis» – a legkitűnőbb vadászúr hírét szerezte meg.

## Gyermekei
- Franciska Mária Romana Leopoldina Henriette grófnő (Malacka, 1856. július 9. – ?)
- Anna Mária Terézia Geraldina grófné (Bécs, 1858. február 19. – Budapest, 1932. szeptember 2.)
- Mária Geraldine Terézia Gabriella (Malacka, 1859. szeptember 5. – Bern, 1928. március 20.)
- Miklós Antal herceg (Malacka, 1861. november 11. – Bécs, 1935. március 6.)
- Margit Mária Terézia Gabriella (Malacka, 1863. július 10. – Mór, 1954. augusztus 7.)
- Sándor (Malacka, 1865. január 11. – Bécs, 1921. augusztus 28.)
- Paula Mária Klára Barthelemy (Malacka, 1866. augusztus 24. – Budapest, 1945. augusztus 2.)[2][3]